# تساي مينغ
تساي مينغ (بالصينية: 蔡明) هي مغنية وممثلة صينية، ولدت في 21 أكتوبر 1961 في بكين في الصين.